# Venerdì 27 febbraio 2009 - Atlantico Live Helldorado Tour - Roma
Venerdì 27 febbraio 2009 - Atlantico Live Helldorado Tour - Roma è un EP Live dei Negrita, pubblicato il 24 aprile 2009 per l'etichetta Black Out.

## Descrizione
Il disco è stato pubblicato esclusivamente in formato MP3 su iTunes ed è stato registrato la sera dell'omonimo concerto tenutosi a Roma.

## Tracce
1. Radio Conga
2. Il libro in una mano, la bomba nell'altra
3. Malavida En BS.AS
4. Soy Taranta
5. Gioia infinita
6. Il ballo decadente
7. Muoviti!
8. Che rumore fa la felicità?
9. Salvation
10. Ululallaluna
11. Notte Mediterranea
12. Brother Joe

## Formazione
Gruppo
- Paolo Bruni - voce
- Enrico Salvi - chitarra
- Cesare Petricich - chitarra
- Franco Li Causi - basso
- Cristiano Dalla Pellegrina - batteria

Altri musicisti
- Itaiata De Sa - percussioni